# Vujetinci
Vujetinci es un pueblo ubicado en el municipio de Čačak, en el distrito de Moravica, Serbia.

## Superficie
Posee una superficie de 10,59 kilómetros cuadrados.

## Demografía
Según el censo de 2022 la población era de 284 habitantes, con una densidad de población de 26,81 habitantes por kilómetro cuadrado. La población total de hombres y mujeres era de 154 y 130 respectivamente. Por edades, los grupos se conformaban de la siguiente manera: 40 los menores de edad y adolescentes (0-17 años), 155 al grupo de adultos (18-64 años) y 89 las personas de la tercera edad (mayores de 65 años).